# (211) Isolda
(211) Isolda – planetoida z pasa głównego asteroid okrążająca Słońce w ciągu 5 lat i 112 dni w średniej odległości 3,04 j.a. Została odkryta 10 grudnia 1879 roku w Austrian Naval Observatory (Pula, półwysep Istria) przez Johanna Palisę. Nazwa planetoidy pochodzi od bohaterki celtyckiej legendy Tristan i Izolda.